# Iodanthus
Iodanthus là chi thực vật có hoa trong họ Cải.